# Désiré Beaurain
Désiré Beaurain (Berchem, 1881. szeptember 2. – Schoten, 1963. október 24.) olimpiai ezüstérmes belga tőr- és párbajtőrvívó.